# GeForce 256

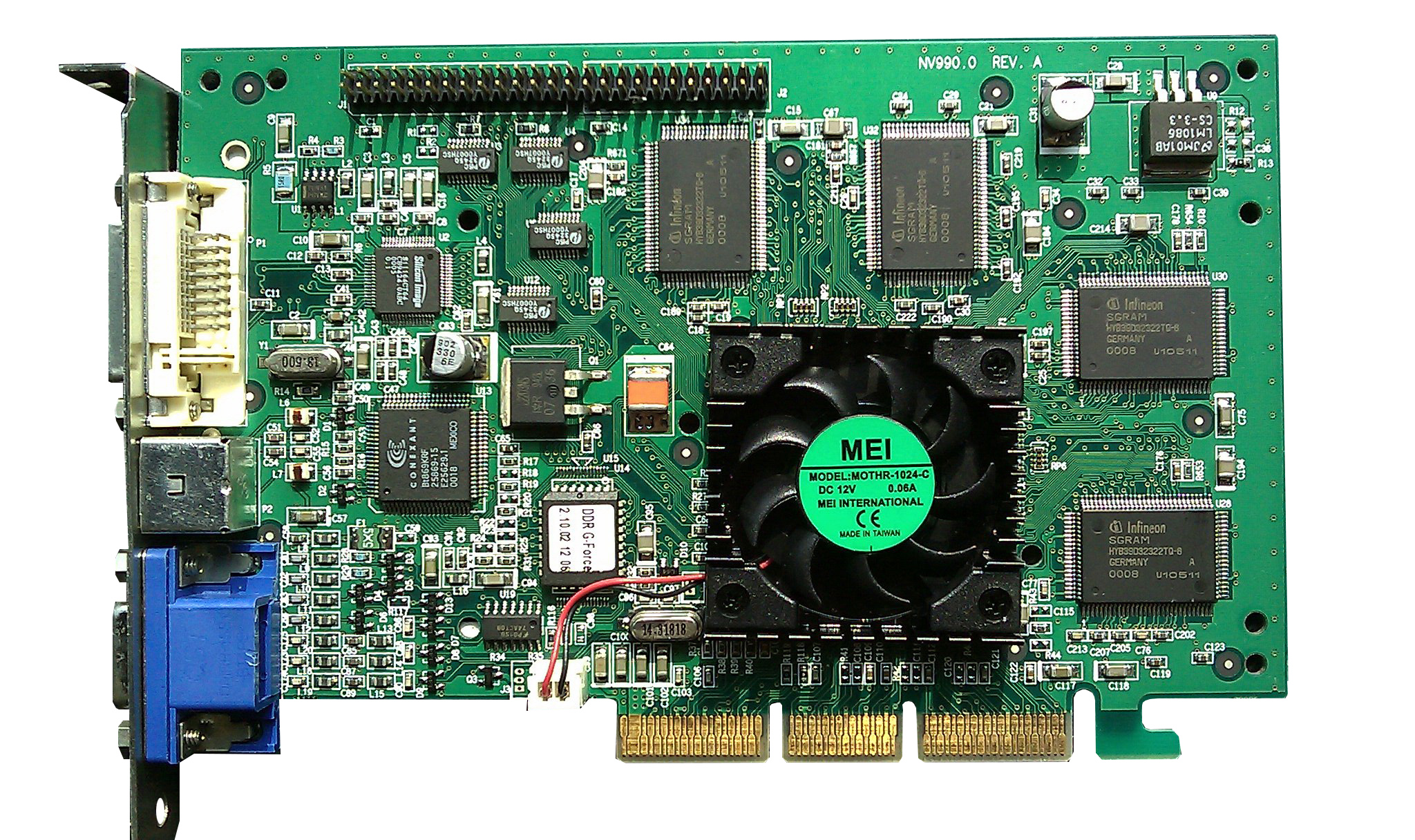
VisionTek GeForce 256 DDR

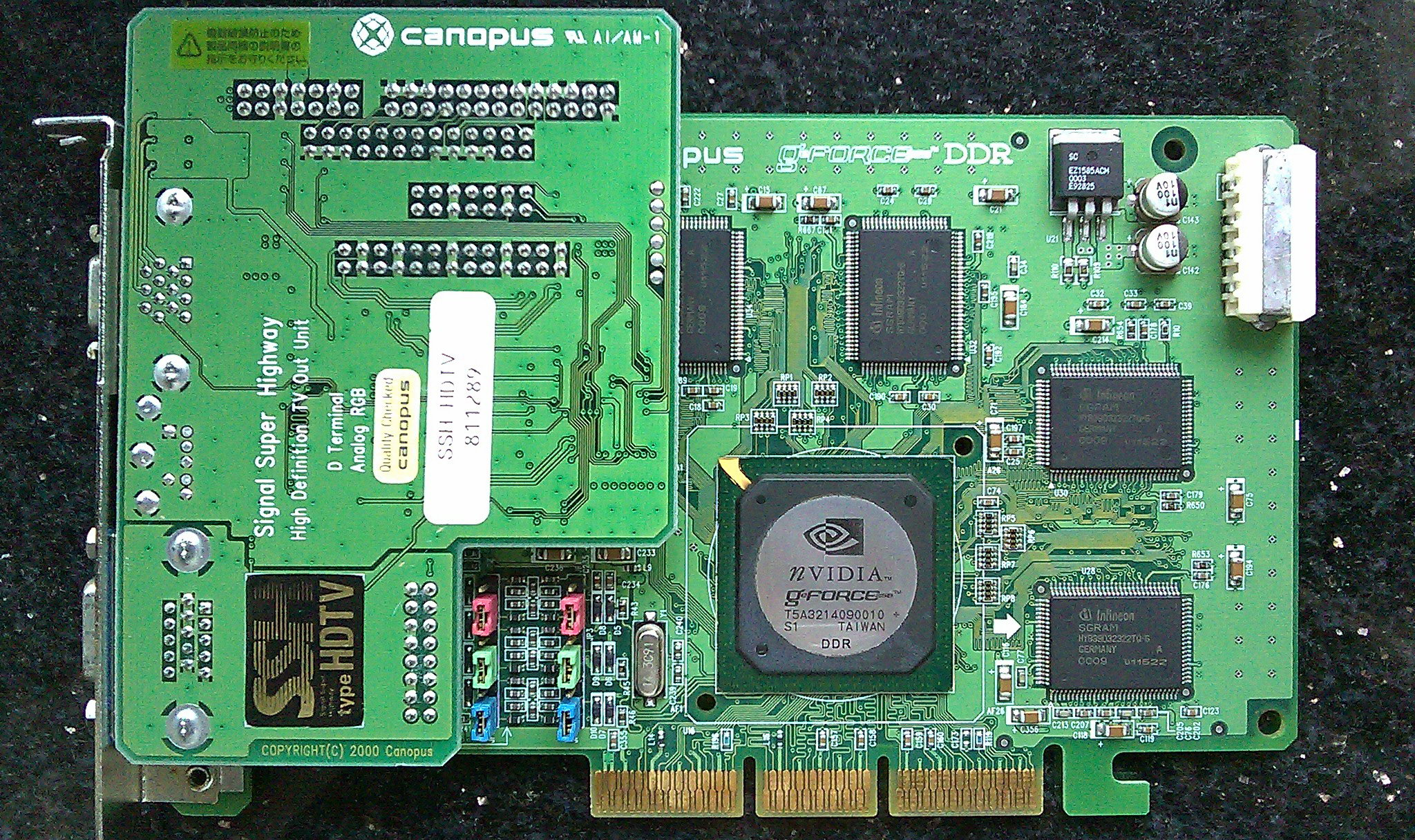
Canopus SPECTRA 7400DDR

GeForce 256 (nazwa kodowa NV10), lub po prostu GeForce, był pierwszym układem wyprodukowanym przez firmę Nvidia w serii GeForce.
Na rynku pojawił się w sierpniu 1999 roku. Bazował na konstrukcji swojego poprzednika, układu Riva TNT2, zwiększając liczbę stałych potoków przetwarzania pikseli, przekazując kwestie kalkulacji geometrycznych do sprzętowych jednostek T&L oraz wprowadzając sprzętową obsługę kompensacji ruchu dla wideo standardu MPEG-2. Wprowadzenie układu na rynek spowodowało znaczny skok wydajności trójwymiarowej grafiki w grach komputerowych, a sukces komercyjny ustabilizował firmę NVIDIA na pozycji lidera rynku akceleratorów graficznych, stanowiąc silny cios dla konkurencji, głównie firmy 3dfx.
Nazwa GeForce 256 powstała w wyniku konkursu, ogłoszonego przez producenta na początku roku 1999. Konkurs nosił nazwę „Name That Chip” – „Nazwij Ten Układ” i wzywał wszystkich zainteresowanych do nadsyłania propozycji nazwy dla następcy układu Riva TNT2. Na konkurs nadeszło około 12 tysięcy odpowiedzi, zaś autorzy siedmiu najlepszych nazw otrzymali w nagrodę karty graficzne Riva TNT2 Ultra (zwycięzcy konkursu). Przed ustaleniem nazwy układu, strony poświęcone technologii odnosiły się do układu, cytując jego nazwę kodową, NV10.

## Lider rynkowy

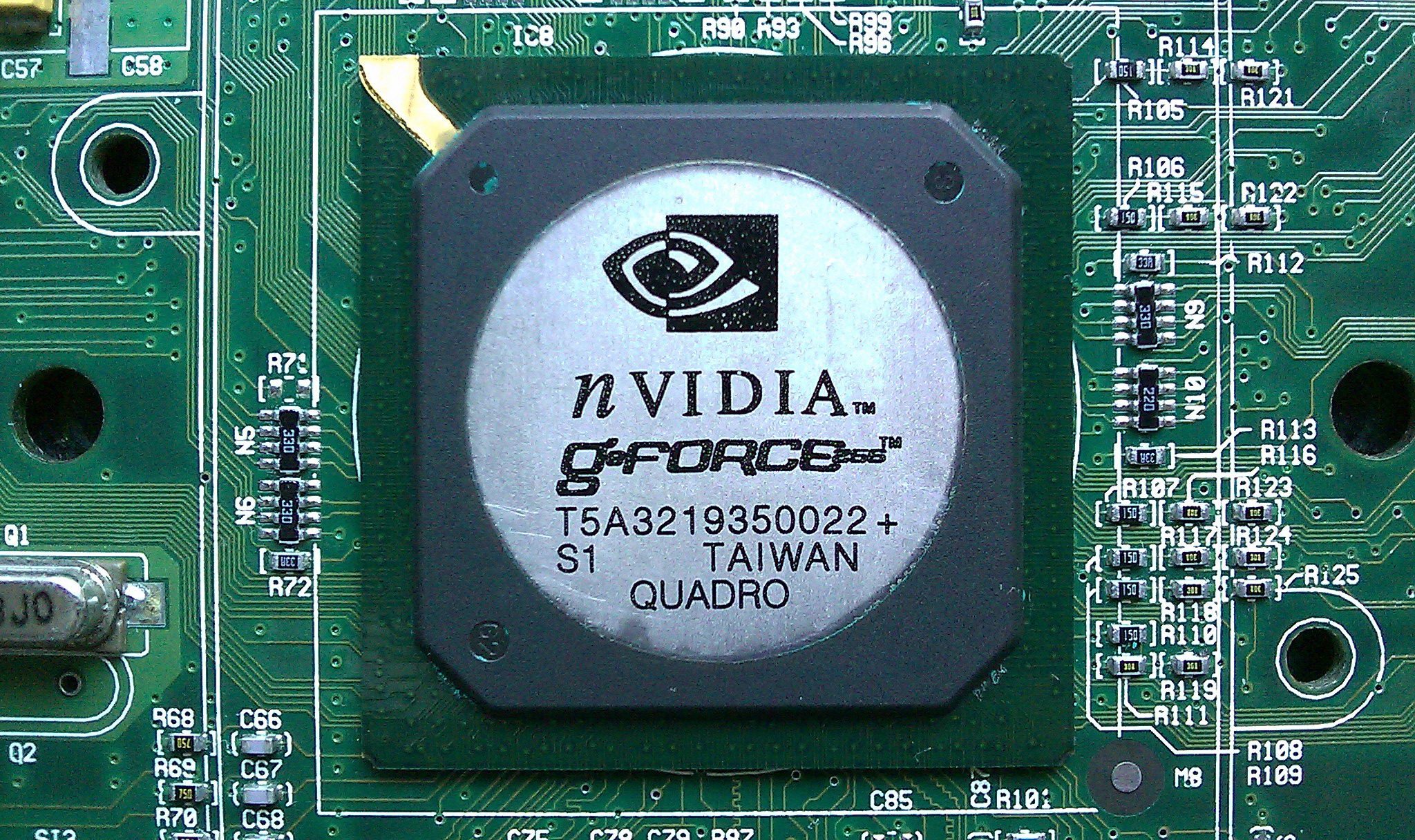
GeForce 256 Quadro

Wprowadzone na rynek technologie przetwarzania grafiki trójwymiarowej wsparte wysoką mocą obliczeniową ugruntowały pozycję firmy NVIDIA na rynku procesorów graficznych, co odbyło się jednak kosztem innych producentów, takich, jak 3dfx, Matrox, czy S3 Graphics, których produkty nie były w stanie konkurować z nowym układem. Kilka miesięcy po wypuszczeniu na rynek układu GeForce 256, S3 wprowadziło do sprzedaży układ Savage 2000 Diamond Viper II, który również umożliwiał przetwarzanie T&L i według zapewnień twórców był tańszy w produkcji. Kłopoty ze sterownikami powodowały jednak nieprawidłową pracę jednostek T&L, a firma S3 nie była zainteresowana poprawą sytuacji. W rok po wprowadzeniu układu NVIDII na rynku istniał tylko jeden produkt będący w stanie realnie konkurować z GeForce – akcelerator Radeon firmy ATI.

## „Pierwszy układ GPU na świecie”
W momencie pojawienia się układu na rynku był on zachwalany jako „pierwszy układ GPU na świecie”. GPU – Graphics Processing Unit, jednostka przetwarzania grafiki – był terminem ukutym na tę okazję przez firmę NVIDIA, definiowanym jako „jednoukładowy procesor z funkcjami transformacji, oświetlenia, ustawiania i przycinania trójkątów oraz silnikiem renderującym zdolnym przetwarzać co najmniej 10 milionów wielokątów na sekundę”. Taka definicja miała odseparować układ od produktów przeznaczonych dla profesjonalistów, które wprawdzie zawierały jednostki przetwarzania geometrii, lecz umieszczone w oddzielnych układach na płytce drukowanej, oraz od wcześniejszych produktów wyposażonych w technikę T&L, lecz działających znacznie wolniej (na przykład od układu Perimedia 2 firmy 3Dlabs, wyposażonego w zintegrowany procesor geometrii GLint Delta). Definicja miała również podkreślać powiązanie układu ze świeżo włączoną do pakietu sterowników DirectX 7 obsługą T&L oraz zbagatelizować wsparcie dla sprzętowej akceleracji T&L spotykane w standardzie OpenGL.

## Sprzętowe T&L
NVIDIA była jednym z pierwszych producentów układów graficznych, który zintegrował w swoich produktach sprzętową obsługę transformacji i oświetlenia (T&L). Do tej pory przeprowadzenie tego etapu potoku renderowania było zadaniem głównego procesora komputera, lub układu dodatkowego (na przykład wcześniej stosowanych w stacjach roboczych dodatkowych kart rozszerzeń). Sprzętowa obsługa ustawienia geometrii (trójkątów) była wprawdzie zintegrowana z mocniejszymi układami graficznymi, takimi, jak 3dfx Voodoo 2 i Rendition Verite, ale sprzętowe transformacje T&L były zdecydowanym krokiem naprzód, przejmując wielkie ilości obliczeń od głównego procesora komputera.
W momencie pojawienia się na rynku układu GeForce prasa specjalistyczna promowała go, przytaczając nowe wprowadzane przez układ cechy i deklarowane przez producenta szybkości przetwarzania, pozostawiające daleko w tyle osiągi procesorów Riva TNT2, ATI Rage 128, 3dfx Voodoo3, czy Matrox Millenium G400 MAX. Krytycy rozwiązania wytykali jednak znikomą przydatność T&L, wskutek braku w roku 1999 oprogramowania korzystającego z tej technologii. Skorzystać z niej mogli praktycznie wyłącznie posiadacze kilku tytułów mieszczących się w kategorii gier FPP, takich jak Quake III Arena, czy Unreal Tournament. Pozostali producenci, na czele z 3dfx, stwierdzili, że wyposażenie komputera w szybki procesor jest w stanie zrekompensować brak jednostki T&L w ich produktach. Układ GeForce 256 był ponadto bardzo drogi, zaś jego co najwyżej przeciętne osiągi w aplikacjach nierozrywkowych skazały go na niszowy charakter „układu tylko dla graczy”. Sprzętowa obsługa T&L stała się rekomendacją dla twórców gier dopiero w momencie opracowania układu GeForce2. Z tej serii warto przytoczyć układ GeForce 2 MX, który oferował podobną wydajność do GeForce 256 za około połowę ceny.

## Quadro
Bazując na układzie GeForce 256, firma NVIDIA wyprodukowała również procesor graficzny Quadro, przeznaczony dla profesjonalnych stacji roboczych. Quadro charakteryzował się kilkoma cechami nie zaimplementowanymi w GeForce 256. Układ nie uzyskał jednak akceptacji użytkowników, którzy szybko przekonali się, że GeForce 256 jest w stanie poradzić sobie z zadaniami stawianymi przed stacjami roboczymi co najmniej zadowalająco, czyniąc to za o wiele niższą cenę. Mimo że karty oparte na układzie GeForce 256 były produktami drogimi na rynku urządzeń dla graczy, szybko zyskały miano „kart dla biednych posiadaczy stacji roboczych”.

## Długowieczność
Produkty pochodzące od GeForce 256 i GeForce2 cieszyły się długo niesłabnącą popularnością na rynku produktów dla graczy, głównie ze względu na wspomnianą wyżej sprzętową obsługę T&L. Sprzętowa akceleracja transformacji i oświetlenia była rozwiązaniem przyszłościowym, jedną z cegieł, które zbudowały masowe pojawianie się w czasach późniejszych programowalnych jednostek cieniowania („shader”) zintegrowanych z układami graficznymi. Wprawdzie brak jednostek T&L w układach takich, jak ATI Rage 128, Voodoo 3, Voodoo 5, Matrox G400, czy STM PowerVR3 Kyro nie był czynnikiem znacznie ograniczającym ich początkową popularność, sytuacja jednak zmieniła się kilka lat później, gdy produkowane gry zaczęły standardowo wymagać tej technologii.
Karty oparte na układzie GeForce 256 i podobnych, GeForce 2 i GeForce 4 MX, obsługują wyłącznie cieniowanie stałe w standardzie DirectX 7.0, nie zaś programowalne standardy DirectX 8.0 i 9.0. Jednak szeroka popularność układów z serii NV1x wskazuje na to, że GeForce 256 znajdować się będzie na liście układów obsługiwanych przez gry wydane nawet w roku 2006 (przykładem może tu być Star Wars: Empire At War). Wskutek tego, mimo iż sprzętowe wsparcie dla T&L nie znalazło wielkiego oddźwięku programistycznego w czasach, gdy układ GeForce był najbardziej użyteczny, karty oparte na GeForce4 MX są w stanie obsługiwać nawet tytuły wydane w przyszłości.

## Specyfikacje techniczne
- częstotliwość taktowania rdzenia: 120 MHz
- częstotliwość taktowania pamięci: 166 MHz, 150 MHz w przypadku wersji GeForce 256 DDR
- konfiguracja potoków: 4 jednostki przetwarzania pikseli, każdy z 1 jednostką przetwarzania tekstur
- rdzeń graficzny: 256-bitowy
- interfejs pamięci: 128-bitowy
- liczba przetwarzanych tekseli (czworoboków): 15 mln na sekundę
- liczba przetwarzanych pikseli: 480 mln na sekundę
- pamięć: do 64 MB
- liczba tranzystorów procesora graficznego: 23 mln
- dwie jednostki obliczeniowe SIMD, z których każda jest w stanie wykonywać operacje na ośmiu 32-bitowych wartościach; po jednej jednostce dla transformacji i oświetlenia
- interfejs: AGP
- maksymalna rozdzielczość i głębia kolorów: 2048x1535, True Color
- zaimplementowane funkcje: kompresja tekstur (DXTn), Cube Environment Mapping

Standardowo kartę wyposażano w 32 MB pamięci SDRAM w modelach średniej klasy lub DDR SDRAM w modelach wysokiej klasy. Pamięć DDR oferowała znacznie zwiększoną wydajność, szczególnie podczas pracy w wyższych rozdzielczościach, co spowodowane było niemal podwojoną przepustowością. Pojawiły się również wersje karty z 64 MB pamięci, produkowane przez firmy trzecie, lecz stanowiły one rzadkość.
Podczas dalszych prac nad architekturą układów serii NX1x okazało się, że układ GeForce 256 był zbyt bardzo ograniczony przez przepustowość pamięci; szczególnie dotyczyło to modelu wyposażonego w pamięć SDRAM. Procesora nie wyposażono w żadne mechanizmy oszczędzające przepustowość, podobne chociażby do HyperZ firmy ATI. Architektura NV1x była prawdopodobnie najbardziej ograniczaną przez przepustowość pamięci linią procesorów graficznych, wskutek czego karty graficzne oparte na tych układach nigdy nie były w stanie osiągnąć teoretycznie zakładanej wydajności przy przetwarzaniu pikseli i tekseli. Najmniej ograniczonym pod względem pamięciowym zestawem wydaje się GeForce 256 DDR, wyposażony w architekturę 4x1 i pamięć DDR. Później produkowana linia układów GeForce4 MX (symbol NV17), mimo że nadal wykorzystująca architekturę NV1x, była znacznie bardziej efektywna, Konsekwencją tego był fakt, że karty GeForce4 MX 440/460 były w stanie swoją szybkością wyprzedzić nawet karty z procesorami GeForce 2 Ultra.